# Tec
Tec (Tectona grandis) este o specie de arbore tropical din familia Lamiaceae. Tectona grandis este originar din sud și sud-est Asia, în special India, Indonezia, Malaezia, Myanmar, dar este cultivat în multe țări, inclusiv cele din Africa si Caraibe.

## Material
Are cherestea galben-maronie. Acesta este utilizat în fabricarea de mobilier pentru exterior, punțile bărcilor, etc. De asemenea, este utilizat pentru placi, parchet de interior, blaturi și ca furnir pentru mobilier de interior.

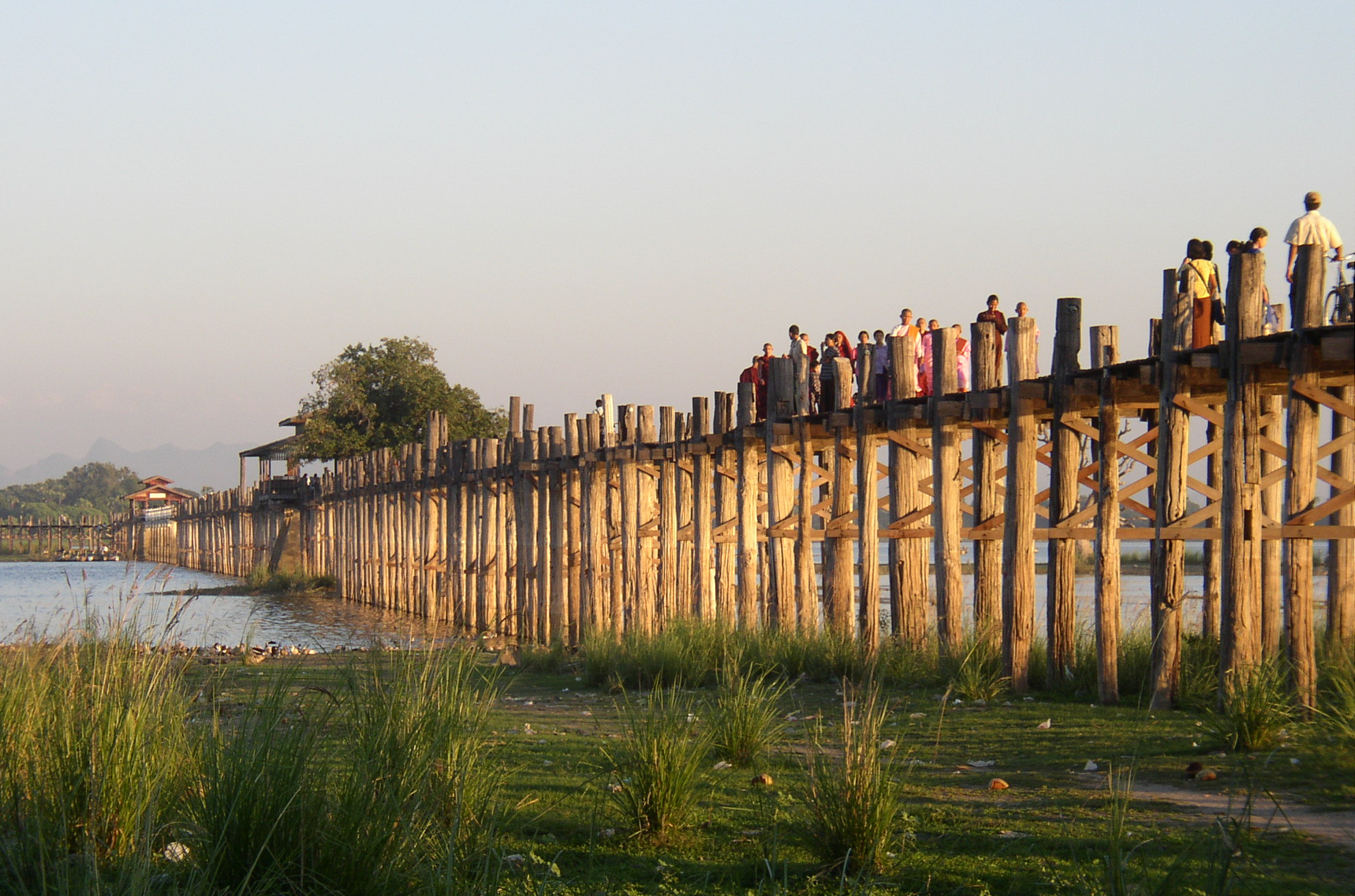
Puntea de 1.200 m lungime din lemn de tec (Amarapura, Myanmar)

Cea mai lungă punte din lume construită numai din lemn de tec se găsește la Amarapura în Myanmar și are 1.200 m lungime. In sezonul ploilor apele ating puntea.